# Парламентские выборы во Франции (1997)
Внеочередные парламентские выборы 1997 года во Франции состоялись 25 мая и 1 июня. На них было избрано 11-oe Национальное собрание Пятой республики. Выборы были назначены на год раньше предусмотренного срока в связи с тем, что действующий президент Франции Жак Ширак распустил парламент.

## Контекст выборов и их последствия
Жак Ширак был избран президентом на выборах 1995 года, где он опередил кандидата от социалистов Лионеля Жоспена. Его премьер-министр Ален Жюппе опирался на консервативное парламентское большинство. Однако его реформы системы социального обеспечения («план Жюппе») вызвали социальный кризис в ноябре-декабре 1995 года. Ален Жюппе и сам Ширак стали очень непопулярны. Весной 1997 года Жак Ширак попытался снизить влияние левой оппозиции досрочным роспуском Национального собрания.
После объявления досрочных выборов опросы предсказывали победу правого большинства. Однако, левая коалиция предложила программу социальных реформ, чтобы снизить высокий уровень безработицы. Программа содержала снижение рабочей недели до 35 часов. Огромная непопулярность Алена Жюппе способствовала легкой победе левого крыла.
В результате победы левой коалиции лидер социалистов Лионель Жоспен стал новым премьер-министром, что привело к так называемому «сожительству» президента и премьер-министра. Став премьер-министром Лионель Жоспен законодательно установил потолок рабочей недели в 35 часа.

## Результаты
| Партии и коалиции                              | Партии и коалиции                                                     | Сокр. | Голоса (тур 1) | % (тур 1) | Места (тур 2) |
| ---------------------------------------------- | --------------------------------------------------------------------- | ----- | -------------- | --------- | ------------- |
|                                                | Социалистическая партия (Parti socialiste)                            | PS    | 5 961 612      | 23,5      | 246           |
|                                                | Коммунистическая партия (Parti communiste français)                   | PCF   | 2 519 281      | 9,9       | 37            |
|                                                | Партия зелёных (Les Verts)                                            |       | 918 873        | 3,6       | 7             |
|                                                | Прочие левые партии                                                   | DVG   | 435 122        | 1,7       | 9             |
|                                                | Радикальная социалистичесая партия (Parti radical-socialiste)         | PRS   | 366 067        | 1,5       | 13            |
|                                                | Гражданское движение (Mouvement des citoyens)                         | MDC   | 255 483        | 1,0       | 7             |
|                                                | Всего «Плюралистические левые»                                        |       | 10 456 438     | 41,3      | 319           |
|                                                | Объединение в поддержку республики (Rassemblement pour la République) | RPR   | 3 977 964      | 15,7      | 140           |
|                                                | Союз за французскую демократию (Union pour la démocartie française)   | UDF   | 3 601 279      | 14,2      | 109           |
|                                                | Прочие правые партии                                                  | DVD   | 1 065 271      | 4,2       | 6             |
|                                                | Движение за Францию (Mouvement pour la France)                        | MPF   | 606 355        | 2,4       | 2             |
|                                                | Всего «Президентское большинство» (Правые)                            |       | 9 250 869      | 36,5      | 257           |
|                                                | Национальный фронт (Front national)                                   | FN    | 3 785 383      | 14,9      | 1             |
|                                                | Прочие экологисты                                                     |       | 807 145        | 3,2       | -             |
|                                                | Крайне левые                                                          |       | 638 710        | 2,5       | -             |
|                                                | Остальные                                                             |       | 351 503        | 1,4       | -             |
|                                                | Другие крайне правые                                                  |       | 26 438         | 0,1       | -             |
|                                                | Всего                                                                 |       | 25 344 486     | 100       | 577           |
| Не участвовало: 32,1 % (тур 1); 28,9 % (тур 2) |                                                                       |       |                |           |               |